# Molycria wallacei
Molycria wallacei är en spindelart som beskrevs av Norman I. Platnick och Baehr 2006. Molycria wallacei ingår i släktet Molycria och familjen Prodidomidae.
Artens utbredningsområde är Queensland. Inga underarter finns listade i Catalogue of Life.